# Župančiči
Župančiči so naselje v Slovenski Istri, ki upravno spada pod Mestno občino Koper.